# Шетик
Шетик — исчезнувшее село на территории Ухтуйского сельского поселения Зиминского района Иркутской области.

## История
Название Шетик имеет бурятские корни. Точное происхождение его неизвестно. Существует версия, согласно которой данное название происходит от бурятского шэдэхэ — «вышивать», «намётывать» (по ремеслу, которым занимались жители села). Также есть предположение, что данное название по происхождению кетское с корнем шет — «вода». Буряты жили в селе ещё в 1930-х годах. В 1909 году (эта дата считается датой основания села) в населённом пункте появилось русское население. В 1920-е-1930-е годы село входило в состав Глинкинского сельсовета Зиминского района. Согласно переписи 1926 года, насчитывалось 27 хозяйств, проживало 117 человек (57 мужчин и 60 женщин). В 1929 году в селе был организован колхоз, который позже был объединён с колхозами сёл Глинки и Яхонтово. После этого в Шетике осталась бригада, был большой конный двор и овчарня. Насчитывалось около 37 домов (по другим данным - 33), в которых жили в разное время около 200 человек. Магазина, школы, почты и церкви в селе не было, дети учились в Глинках и Яхонтове, в магазин и церковь ходили в Глинки.

### Исчезновение
В 1950-х годах началось массовое уничтожение малых населённых пунктов. Жители села Шетик были поставлены руководством колхоза в тяжëлое экономическое положение, и оставаться жить в родном селе не могли. В 1958 году жители начали покидать свои дома. В настоящее время на этой территории располагаются фермерские поля Светланы Николаевны Блохиной.